# Князьков, Иван Матвеевич
Ива́н Матве́евич Князьков (1914—1987) — рядовой Советской Армии, участник Великой Отечественной войны, Герой Советского Союза (1944).

## Биография
Иван Князьков родился 10 июля 1914 года в деревне Шемякино (ныне — Болховский район Орловской области). После окончания двух классов школы работал в колхозе. В 1941 году Князьков был призван на службу в Рабоче-крестьянскую Красную Армию. С июня того же года — на фронтах Великой Отечественной войны. К июню 1944 года красноармеец Иван Князьков был пулемётчиком 241-го стрелкового полка 95-й стрелковой дивизии 49-й армии 2-го Белорусского фронта. Отличился во время битвы за Днепр.
В ночь с 26 на 27 июня 1944 года Князьков одним из первых в полку переправился через Днепр в районе деревни Колесище Могилёвского района Могилёвской области Белорусской ССР и пулемётным огнём прикрывал переправу основных сил. Принимал активное участие в боях за плацдарм.
Указом Президиума Верховного Совета СССР от 21 июля 1944 года красноармеец Иван Князьков был удостоен высокого звания Героя Советского Союза с вручением ордена Ленина и медали «Золотая Звезда».
Участвовал в боях советско-японской войны. В июне 1947 года Князьков был демобилизован. Вернулся на родину, в конце 1980-х годов проживал и работал в деревне Булгаково Болховского района. Скончался 18 июля 1987 года. Похоронен в  городе Болхов Орловской области на Архангельском (Михайлоархангельском) кладбище.
Был также награждён орденом Отечественной войны 1-й степени и рядом медалей.